# Fonologia della lingua inglese
La fonologia della lingua inglese riguarda l'inventario di fonemi e allofoni della lingua inglese e le regole che permettono di usarli e combinarli per formare parole e frasi. Come altre lingue, la lingua inglese varia largamente nella sua fonologia sia in differenti epoche storiche che nei diversi dialetti. Queste variazioni sono particolarmente salienti nell'inglese, dato che viene utilizzato in un ampio territorio, essendo la lingua predominante in Australia, Canada, Irlanda, Nuova Zelanda, Regno Unito, Stati Uniti, molti paesi africani e isole caraibiche, oltre a essere usata come seconda lingua in molti paesi di ogni continente. In assenza di standard conclusivi e riconosciuti internazionalmente, persino l'inglese parlato in paesi differenti può occasionalmente essere di impedimento alla comprensione, anche se solitamente le differenti varietà regionali sono mutuamente intelligibili.
Il numero dei suoni utilizzati per l'inglese parlato varia da dialetto a dialetto e dipende anche dalle valutazioni del ricercatore che li "conta". Ad esempio il Longman Pronunciation Dictionary di John C. Wells, utilizzando simboli dell'alfabeto fonetico internazionale, mette in evidenza 24 consonanti e 23 vocali, inclusi i dittonghi, utilizzate nella Received Pronunciation, e in più due consonanti e quattro vocali aggiuntive utilizzate esclusivamente in parole straniere. Il General American utilizza 25 consonanti e 19 vocali, inclusi i 3 dittonghi principali, con una consonante e tre vocali aggiuntive per le parole straniere. L'American Heritage Dictionary, d'altro canto, suggerisce 25 consonanti e 18 vocali (incluse le vocali rotacizzate) per l'inglese americano, oltre a una consonante e cinque vocali per parole non inglesi 
. 

## Fonologia storica dell'inglese

### Tardo protogermanico
Diamo qui una panoramica dei cambiamenti avvenuti nella fase tarda del protogermanico, cioè attorno al I secolo.
- Si persero i fonemi /a/ ed /e/ in fine di parola.
- Il fonema /m/ finale passò ad /n/.
  - Il fonema /n/ andò poi perdendosi dopo sillabe atone lasciando una nasalizzazione della vocale precedente. La nasalizzazione si mantenne fino alla fase arcaica dell'inglese antico.
- Il fonema /t/ finale si perse dopo sillaba atona. Ciò segue la perdita della /n/ finale, che si trovava talvolta dopo delle T.
- Il fonema /e/ si chiuse in /i/ in sillaba atona.
  - Tale vocale si conservò però seguita da /r/, per aprirsi più tardi in /ɑ/.
- Inoltre, /e/ si chiuse in /i/ quando /i/ od /j/ si trovava nella sillaba successiva.
  - Ciò accadde prima della scomparsa di /i/ finale.
  - Ma accadde dopo la chiusura di /e/ atona in /i/.
  - Ciò colpì anche il dittongo /eu/, mutato in /iu/.
  - Di conseguenza, /ei/ > /iː/. Il Fuþark antico, del Proto-norreno ancora conteneva simboli differenti per i due suoni.
- Z-umlaut: /e/ si chiude in /i/ prima di /z/.
  - Questa mutazione fu solo sporadica in quanto erano poche le parole in cui potesse avvenire, essendo /e/ rimasto solo in sillabe toniche. Tuttavia rimase l'umlaut di /z/, e nel norreno occidentale antico si estese anche alle altre vocali.
- Il fonema /e/ passò ad /i/ prima di nasale+consonante. 
  - Ciò si estese, ai tempi antecedenti l'inglese antico, alle vocali prima di qualsiasi nasale.
- Scomparve /n/ prima di /x/, nasalizzando ed allungando la vocale precedente.
  - Alla fine si perse la nasalizzazione, che però rimase nel periodo dell'Ingvaeonic.
  - Ciò seguì la chiusura di /e/ prima di nasale.
- Vocali brevi in fine di sillaba generalmente si persero nelle parole almeno trisillabiche.

### Periodo del Germanico nordoccidentale
Il periodo collocato dopo la separazione dalle lingue germaniche orientali. Questi cambiamenti colpirono anche i dialetti nordgermanici, come il proto-norreno. Molte modifiche furono inizialmente locali e richiesero tempo per propagarsi in un continuum di dialetti che andava diversificandosi. Dunque, l'ordine in cui queste avvennero è piuttosto ambiguo, e talvolta differente tra i vari dialetti.
- Mutazione allofonica di I: le vocali posteriori brevi si anteriorizzarono se seguite, nella sillaba successiva da /i/ o /j/: /ɑ/ > [æ], /o/ > [ø], /u/ > [y][senza fonte]
  - In tale stadio iniziale, le vocali mutate erano ancora considerate allofoni, piuttosto che fonemi distinti; divennero tali solo più tardi, quando /i/ e /j/ si modificarono o si persero.
  - La mutazione della I colpì tutte le lingue germaniche, ad eccezione del gotico, sebbene con delle variazioni. Pare che sia comparsa, e che dunque fosse più pronunciata, nell'area di Schleswig-Holstein (patria degli anglosassoni), per poi diffondersi a nord e sud. È possibile che questo cambiamento fosse emerso già nel proto-germanico, nel qual caso il fenomeno sarebbe semplicemente stato per vario tempo una variazione allofonica; inoltre ciò rifletterebbe lo stato attraversato dal gotico, dove la mutazione della I non era presente a livello ortografico.
  - Solo più tardi vennero colpiti dittonghi e vocali lunghe, probabilmente per analogia, e comunque non ovunque. In particolare, non si mutarono nella maggior parte dei dialetti olandesi (occidentali), mentre lo furono le vocali brevi.
- Mutazione della A: /u/ si chiuse in /o/ quando una vocale non chiusa si trova nella sillaba successiva.
  - Questo non avvenne però nel caso in cui la vocale fosse nasale e seguita da consonante, o da un nesso contenente /j/.
  - In questo modo si inserì il nuovo fonema /o/.
- Le vocali lunghe in fine di parola si abbreviarono.
  - In fine di parola /ɔː/ passò ad /o/, in seguito chiusosi in /u/.
  - In fine di parola /ɛː/ passò ad /e/ (poi passato ad /i/ nel norreno, ad /ɑ/ nel germanico occidentale).
  - Il dittongo finale lungo /ɔːi/ perse il secondo elemento subendo poi lo stesso sviluppo di /ɔː/ da quel punto in poi.
- Vocali "sovrallungate" si abbreviarono in vocali regolarmente lunghe.
- La /ɛː/ protogermanica (forse già /æː/ nella fase tarda) passò ad /ɑː/. Questo precedette l'abbreviazione delle finali nel germanico occidentale, ma la seguì in quello settentrionale.
- I dittonghi atoni tesero a monottongarsi: /ɑi/ > /eː/, /ɑu/ > /oː/. Il secondo si fuse con ō partendo dalla sovrallungata accorciata ô.

### Periodo del germanico occidentale
Va dal II al IV secolo. Non è chiaro se già vi fosse un vero e proprio "protogermanico occidentale", dato che la maggior parte dei cambiamenti avvennero a livello locale, probabilmente per diffondersi più tardi in quel continuum di dialetti che andava diversificandosi ulteriormente. Dunque, questo periodo potrebbe addirittura non essere un vero lasso di tempo, ma potrebbe semplicemente racchiudere variazioni locali non penetrate poi nel germanico settentrionale. Termina con una diversificazione ulteriore del germanico occidentale in vari gruppi durante le invasioni barbariche del V secolo.
- Si perde /z/ in fine di parola.
  - Ciò avvenne prima del rotacismo, e quindi la /r/ finale non si perse.
  - Tuttavia sembra essere avvenuto dopo la divisione del germanico nordoccidentale, non essendo stata la /z/ finale nell'antico norreno, ma comunque passò ad /r/. Non si perse neanche nelle parole monosillabiche, almeno nel germanico meridionale e centrale.
- Rotacismo: /z/ > /r/.
  - Ciò colpì anche il proto-norreno, ma solo molto più tardi. I fonemi erano ancora distinti nelle varianti danesi e svedesi dell'antico norreno, come testimoniano testi runici. Si pensa che /z/ fosse percepita come una fricativa rotica in questa lingua, nonostante non ci siano prove di ciò.
- Geminazione germanica occidentale: consonanti scempie seguite da /j/ raddoppiano, tranne la /r/. Successe solo nel caso di consonanti precedute da vocale breve, in quanto quelle precedute da vocale lunga o da consonante non erano mai seguite da /j/, in accordo alla legge di Sievers.

### Ingevoni e periodo anglo-frisone
Si stima che tale periodo sia durato solo un secolo circa, dal IV al V, periodo in cui i franchi iniziarono a diffondersi a sud, verso la Gallia (Francia) ed i popoli della costa si diressero a colonizzare la Britannia. I cambiamenti di questo periodo colpirono le lingue degli ingevoni, ma non le lingue germaniche settentrionali e centrali, più a sud. Il gruppo ingevonico probabilmente non fu mai omogeneo, ma diviso a sua volta in sassone antico ed anglo-frisone. L'antico franco (e più tardi l'antico olandese) non si trovava nel nucleo del gruppo, ma fu colpito dalla diffusione di vari cambiamenti locali dell'area ingevonica.
Le lingue del ramo anglo-frisone condividevano vari cambiamenti unici, non rinvenuti in altre lingue germaniche occidentali. La migrazione verso le isole britanniche causò un'ulteriore rottura, generando l'antico inglese e l'antico frisone nelle loro fasi arcaiche.
- Le nasali si perdono davanti a fricative, compensando con un allungamento.
  - Ci fu uno stadio intermedio caratterizzato da una vocale nasale lunga, dove in più
- Vari processi di anteriorizzazione delle vocali:
  - /ɑ/ si anteriorizza in /æ/ (a meno che una geminata non la segua, che ci sia una vocale posteriore nella sillaba successiva, od in certi altri casi).
  - Questo non colpì la nasale /ɑ̃/. E dato che era una vocale posteriore, le /ɑ/ non vennero anteriorizzate. Ciò creò un'alternanza tra infinito in *-aną e participio passato forte, in *-ana, dove il primo divenne -an in inglese antico ed il secondo *-ænæ > -en.
  - /ɑː/ si anteriorizza in /æː/ (generalmente a meno che non fosse seguito da /w/).
- /æ/, /ɑ/ ed /ɑ̃/ si perdono in fine di sillaba.
  - Nessuna lingua germanica occidentale attestata mostra cambiamenti di queste vocali. Tuttavia, il modo in cui avvenne l'anteriorizzazione di /ɑ/ come sopra descritto indica che /ɑ̃/ fu mantenuto nel corso della storia dell'anglo-frisone.[non chiaro]

### Inglese antico
Questo periodo oscilla tra gli anni 475-900 e sono dunque inclusi i cambiamenti successivi alla divisione tra antico inglese ed antico frisone (475 circa) fino alla fase dell'arcaico dialetto sassone occidentale.
- Vennero dittongate le vocali anteriori /i, e, æ/ prima di /x, w, r/ ed /l/ (queste ultime due dunque velarizzate), ma i fattori precisi variano tra le vocali.
  - Un primo risultato fu la creazione di un dittongo discendente in /u/, ma dopo venne l'armonizzazione dell'apertura dei dittonghi, creando i brevi /æ̆ɑ̆/, /ĕŏ/ ed /ĭŭ/ dalle vocali brevi /æ/, /e/, /i/, ed i lunghi /æɑ/, /eo/, /iu/ dalle vocali lunghe /æː/, /eː/, /iː/.
    - Scritte ea, eo, io, senza segni di distinzione della quantità.

  - In alcuni dialetti, si formarono delle vocali posteriori piuttosto che dittonghi.
- Armonizzazione dell'apertura dei dittonghi: l'apertura d'un elemento di ogni dittongo si modificò per raggiungere quella dell'altro. 
  - /ɑi/ passò ad /ɑː/ di conseguenza, forse attraverso un intermedio /ɑæ/.
  - /ɑu/ fu prima anteriorizzato in /æu/ per poi armonizzarsi in /æɑ/.
  - /eu/ si armonizzò in /eo/.
- /æ/ breve si posteriorizzò in /ɑ/ quando nella sillaba seguente si trovava un'altra vocale posteriore. 
  - Il che produce irregolarità come dæġ "day", pl. dagas.
- I suoni /k, ɡ, ɣ, sk/ si palatalizzarono in /tʃ, dʒ, ʝ, ʃ/ in circostanze particolari. Si ebbe un processo simile in frisone, ma le lingue si erano già separate; quella inglese avvenne probabilmente dopo particolari cambiamenti come la posteriorizzazione della A. 
  - Generalmente, le occlusive velari /k, ɡ/ si palatalizzarono prima di /i, iː od /j/, ma anche prima di /i(ː)/ se non precedevano una vocale; si palatalizzò anche /k/ ad inizio di parola e prima di vocali anteriori. (In questo stadio /g/ non iniziava mai una parola.
  - /ɣ/ si palatalizzò in talune circostanza, ad esempio quando seguito da vocale anteriore, ma anche quando ne era preceduto e non era seguito da vocale.
  - /ʝ/ diventò più tardi /j/, ma dopo la perdita del più antico /j/ (vedi sotto).
  - /sk/ si palatalizza in quasi tutti i contesti.
- Le palatali iniziali /j/, /tʃ/, /ʃ/ innescarono cambiamenti ortografici quali a > ea, e > ie. È ancora incerto se questo rappresentasse effettivamente cambiamenti di suono od una semplice convenzione grafica per indicare la natura palatale della consonante precedente (la scrittura g, c e sc causava ambiguità tra la serie di suoni /j/, /tʃ/, /ʃ/ e quella /ɡ/ oppure /ɣ/, /k/, /sk/.
  - Cambiamenti simili come o > eo, u > eo vengono comunemente ritenuti semplici convenzioni grafiche. Infatti si pensi alla parola inglese antica geong /junɡ/ > moderno "young"; se geong avesse avuto un dittongo /ɛ̆ɔ̆/ diphthong, oggigiorno si avrebbe *yeng.
  - È ancora discusso se nel Medio inglese vi siano effettive prove sulla realizzazioni di tali cambiamenti in inglese antico.
- Uno tra i cambiamenti più importanti fu l'anteriorizzazione di tutte le vocali posteriori se precedute da /i, j/ nella sillaba successiva, e le vocali anteriori tesero a chiudersi. Si ebbero dunque cambiamenti come:
  - /ɑ(ː)/ > /æ(ː)/ (ma /ɑ/ > /e/ prima di /m/ o /n/);
  - /o(ː)/ > /ø(ː)/ > /e(ː)/;
  - /u(ː)/ > /y(ː)/;
  - /æa/, /eo/ > /iy/ > /yː/; questo si applicò anche agli equivalenti dittonghi brevi.
  - /e/ breve passa ad /i/.
  - Questo ebbe effetti radicali sul sistema morfologico di inflessioni e derivazioni, per esempio nei paradigmi nominali(fōt "foot=piede", pl. fēt "feet=piedi"), verbali (bacan "to bake=cuocere", bæcþ "he bakes=cuoce") sostantivi deaggettivali (strang "strong=forte", strengþ(u) "strength=forza"), deverbali (cuman "to come=venire", cyme "coming=venente"), od anche altri nomi (fox "fox=volpe", fyxenn "vixen=volpe (femmina)"); derivati verbali (fōda "food=cibo", fēdan "to feed=nutrire"); aggettivi al comparativo (eald "old=vecchio", ieldra "older, elder=più vecchio"). Si noti che la mutazione delle vocali lascia tracce ancora visibili nell'inglese moderno.
- /i/ ed /u/ (anche da una precedente /oː/) si perdono in fine di parola tranne quando seguono una sillaba breve (sillabe dalla vocale corta e con una sola consonante).
- /j/ ed /ij/ si perdono quando seguono una sillaba lunga.
  - Vi fu un cambiamento simile in altre lingue germaniche occidentali.
  - Questo non colpì le /j/ formatesi dopo (da una /ʝ/) da una palatalizzazione di */ɣ/, il che suggerisce che fosse ancora una fricativa palatale durante il periodo di questo fenomeno.
  - Dopo questo, */j/ si trovava soltanto ad inizio di parola e dopo /r/ (l'unica consonante non geminata da /j/ mantenendo dunque una sillaba breve).
- /x/ si perse tra due vocali, o tra /l, r/ ed una vocale, lasciando allungamento della vocale precedente. 
  - Questo portò ad irregolarità come eoh "horse", pl. ēos, e wealh "foreigner", pl. wēalas.
- Due vocali in iato si fusero in un'unica vocale lunga.
  - Questo colpì spesso le vocali lasciate dalla perdita di /x, j, w/.
- E, i ed (in alcuni dialetti) a brevi si dittongarono nei brevi eo, io, ed ea quando si trovava una vocale posteriore nella sillaba successiva.
- I suoni brevi e, eo, io diventarono i (occasionalmente ie) prima di hs, ht.
- Riduzione delle vocali atone:
  - /oː/ diventò /ɑ/ in sillaba finale, mentre restò in sillaba interna (sebbene si possan trovare anche A ed U).
  - /æ/ e /i/ (quando non persa) divenne /e/ in sillaba finale.
  - /u/ diventa /o/ in sillaba finale, a meno che non sia vocale finale.
  - In sillaba interna le vocali brevi /æ, a, e/ si persero; le brevi /i/,/u/ si persero quando seguivano una sillaba lunga, ma spesso seguivano sillabe brevi, così da fondersi in /e/ nel processo; inoltre le vocali lunghe diventarono brevi.
  - /ø, øː/ passarono rispettivamente ad /e, eː/, durante il periodo letterario.
  - Si conservarono tuttavia in alcuni dialetti inglesi.
- Le vocali diventarono brevi quando poste immediatamente prima di tre consonanze o di una combinazione di due consonanti e due sillabe ulteriori nella parola. 
  - Avvenne probabilmente nel VII secolo come provano traduzioni di missionario anglosassoni dell'VIII secolo in basso-tedesco antico: "Gospel" come Gotspel, lett. "Notizie di Dio" e non *Guotspel, "Buona novella" dato che gōdspell > gŏdspell.
- /ĭŭ/ ed /iu/ si aprirono in /ĕŏ/ ed /eo/ nel corso del IX secolo.
- /ɣ/ divenne /ɡ/ nell'inglese antico tardo, in particolare nel periodo letterario, come mostrano i cambiamenti nei modelli di allitterazione.

### Fino al Medio inglese
Questo periodo va dai secoli X-XV.
- Le vocali si allungarono prima di /ld/, /mb/, /nd/, /rd/, e probabilmente /ŋɡ/, /rl/, /rn/, quando non seguiti da una terza consonante o due sillabe. Accadde probabilmente attorno all'anno 1000.
  - Più tardi, molte di queste vocali si riaccorciarono; ma scritti come l'Ormulum mostrano che al tempo l'allungamento era ampiamente diffuso.
  - Relitti nell'inglese moderno sono parole come child (ma non children, essendovi una terza consonante), field (e così yield, wield e shield), old (ma non alderman essendovi due sillabe successive), climb, find (e così mind, kind, bind...), long e strong (ma non length e strength), fiend, found (e così hound, bound).
- Le vocali divennero brevi quando seguite da almeno due consonanti, tranne nei casi mostrati sopra. 
  - Questo si produsse in due stati, il primo già iniziato nell'Antico inglese tardo, colpente solo le vocali seguite da tre consonanti o più, od anche due quando seguivano due sillabe (insomma un antenato del rilassamento trisillabico).
- I dittonghi derivanti dalla precedente armonizzazione vengono monottongati per perdita del secondo componente, mantenendo la stessa lunghezza. 
  - /æ̆ɑ̆/ ed /æɑ/ diventarono /æ/ ed /æː/.
  - /ĕŏ/ ed /eo/ diventarono /ø/ ed /øː/.
- Cambiamenti delle vocali toniche:
  - /æː/ (dall'Antico inglese /æː, æɑ/) ed /ɑː/ divennero rispettivamente /ɛː/ ed /ɔː/.
  - /æ/ (dall'Antico inglese /æ, æ̆ɑ̆/) ed /ɑ/ si fusero in /a/.
  - Le vocali /ø/ e /øː/ (dall'Antico inglese /ĕŏ, eo/) persero l'arrotondamento diventando /e/ ed /eː/.
  - /y/ ed /yː/ persero l'arrotondamento passando ad /i/ ed /iː/.
- /ɣ/ diventò /w/ o /j/, a seconda del contesto vocalico.
- Si formarono nuovi dittonghi dalle vocali seguite da /w/ o /j/ (anche dal precedente /ɣ/).
  - Venne eliminata la distinzione di lunghezza nei seguenti dittonghi /ai, ɛi, ei, au, ɛu, eu, iu, ɔu, ou/ ed anche i francesi /ɔi, ui/.
  - Se ne formarono anche tramite l'intrusione di una semivocale /w/ o /j/ (rispettivamente dopo vocali posteriori ed anteriori) precedenti /x/.
- Fusione dei nuovi dittonghi:
  - Per primi si chiusero i dittonghi medio-chiusi: /ei/ si fuse con /iː/, /ou/ con /uː/ ed /eu/ con /iu/.
  - Nel periodo tardo del Medio inglese, /ai/ ed /ɛi/ si fusero in /ɛi/ (dunque vain e vein divennero omofoni).
- Rilassamento trisillabico: le vocali toniche si accorciano quando seguite da due sillabe.
  - Questo risulta in variazioni di pronuncia nell'inglese moderno come divine vs divinity e south vs. southern.
- Molte vocali si allungarono in sillaba aperta (XIII secolo), tranne quando si sarebbe applicato il rilassamento trisillabico.
- Le restanti vocali atone si fusero in /ə/.
- Attorno all'anno 1400, /ə/ si perse in sillabe finali.
- I nessi iniziali /hɾ/, /hl/, /hn/ persero /h/.
- Le fricative sonore divennero fonemi a sé stanti a causa di altri cambiamenti e dei prestiti.
- /sw/ prima di vocali anteriori divenne /s/; /mb/, invece, /m/.
  - Dando i termini inglesi moderni sword, answer, lamb.
  - /w/ in swore è dovuta all'analogia con swear.

### Fino all'inglese Shakespeariano
Va dai secoli XV-XVII.
- /x/ (scritto gh) si perse in quasi tutti i dialetti, così che taught e taut divennero omofoni, idem per bow e bough.
- /al/ ed /ɔl/ vanno incontro a vari esiti:
  - Prima di /k/, consonante coronale o finale di parola, vennero dittongati in /aul/ ed /ɔul/. (Più tardi divennero /ɔːl/ ed /oul/, dando i moderni salt, tall, bolt, roll.)
  - Dopo ciò, i nessi /aulk/ ed /ɔulk/ perdono quasi ovunque la /l/, colpendo parole come talk, caulk, e folk. Ovviamente rimasero intatte le parole acquisite successivamente, come talc.
  - Prima di /f, v/, la /l/ divenne muta, così che half e calf presero il nesso /af/, e salve e halve /av/. /ɔlv/, invece, la mantiene. /ɔlf/ viene parzialmente colpito, dando per esempio la pronuncia tradizionale di golf' [ɡɔf].
  - Prima di /m/, /al, ɔl/ divennero /ɑː, oː/, per esempio in alms, balm, calm, palm; Holmes.
  - Alcune parole sono però irregolari, per via di importazioni da dialetti non-standard o di pronunce ortografiche, come salmon od il falcon americano.
- Great Vowel Shift; vennero chiuse e dittongate tutte le vocali lunghe.
  - /aː, ɛː, eː/ passarono rispettivamente ad /ɛː, eː, iː/.
  - /ɔː, oː/ ad /oː, uː/.
  - /iː, uː/ ad /əi, əu/ od /ei, ou/, poi ad /ai/ od /au/.
  - I nuovi fonemi /ɔː/ si svilupparono da /au/.
    - Praticamente, /ɔː, oː, uː, au/ scalarono d'un posto.

  - /ɛː, eː/ passarono nuovamente ad /eː, iː/ agli albori dell'inglese moderno, così che /eː/ si fuse con /iː/; la distinzione ortografica, con ea-ee, rimase comunque.
- /wr/ iniziale perse il primo elemento diventando /r/; rap e wrap divennero dunque omofoni.
- Si perse la distinzione tra consonanti singole e doppie (diventarono tutte scempie).
- Si perdono molti dittonghi:
  - /au/ passò ad /ɔː/, fondendosi con la vocale di broad e le /ɔː/ formatesi dal lot-cloth split (vedi sotto).
  - /ɛi, ɔu/ si chiusero in /ei, ou/, finendo per fondersi con /eː, oː/, così da rendere quasi ovunque omofoni pane-pain e toe-tow.
  - Le due fusioni tuttavia non si diffusero in parecchie varianti regionali fino al XX secolo, come nell'Inghilterra del Nord, Anglia Orientale, Galles del Sud e persino Newfoundland.
  - /y, ɛu, iu/ si fusero in /iu/, così che dew, duke e new acquisirono la stessa vocale.
    - Tale /iu/ passò poi a /juː/ nelle varietà standard, e talvolta ad /uː/ attraverso elisione di iod.
    - /iu/ permane Welsh English ed altre varietà non standard.

  - /ɔi/ ed /ui/ si fusero /oi/, unico dittongo del Medio inglese permanente nelle varietà inglesi moderne.

### Fino alla divisione britannico-americana
Il periodo va dal 1600 al 1725 circa. 
- Già da qualche tempo dopo l'inglese antico, tutte le /r/ passarono ad /ɹ/.
  - Fonti antiche mostrano che a quei tempi la pronuncia /ɹ/ appariva solo prima di consonante.[senza fonte]
  - L'inglese scozzese, coerentemente a questo, ha /r/.
- Riduzione dei nessi iniziali:
  - /ɡn, kn/ passarono entrambi ad /n/; diventarono dunque omofone coppie come gnat-Nat e not-knot.
- Foot–strut split: Nell'Inghilterra meridionale, /ʊ/ perse l'arrotondamento ed infine si aprì, a meno che non fosse preceduta da labiale e seguita da non-velare. Si ha allora put [pʰʊt] ma cut [kʰʌt] e buck [bʌk]. Questa distinzione divenne poi fonemica a tutti gli effetti a causa degli accorciamenti da /uː/ ad /ʊ/ sia prima (flood, blood, glove) che dopo (good, hood, book, soot, took) tale divisione.
- Crasi di ng: Viene ridotto /nɡ/ quasi ovunque, ottenendo il nuovo fonema /ŋ/.
- In alcune parole, /tj, sj, dj, zj/ si assimilano dando /tʃ, ʃ, dʒ/, ed il nuovo fonema /ʒ/; questo fenomeno è chiamato crasi di iod.
  - Quasi tutte le combinazioni si trovavano in prestiti dal francese e dal latino.
  - La pronuncia di -tion era quindi /sjən/ dal francese antico /sjon/, divenendo poi /ʃən/.
  - Questo accade ancora nell'inglese moderno, soprattutto tra confini di parole: did you /ˈdɪdjuː/ > didjou /ˈdɪdʒuː/.
- Le vocali /eː, uː/, dalle Medie inglesi /ɛː, oː/, imprevedibilmente, si accorciano, soprattutto prima di /t, d, θ, ð/: sweat, head, bread, breath, death, leather, weather.
  - L'accorciamento di /uː/ si dispiegò in un lungo arco di tempo, sia prima che dopo il passaggio di /ʊ/ ad /ʌ/; quindi contrastano blood /blʌd/ e good /ɡʊd/, e così foot, soot, blood, good.
- Convergenza meet–meat: Meet e meat divengono quasi ovunque omofoni.
- In molte varietà si modificarono le vocali brevi prima /r/ finale o preconsonantica:
  - /a/, come in start, ed /ɔ/, come in north, si allungarono.
  - /ɛ, ɪ, ʌ/ si fusero prima di /r/, così che tutte eccetto l'Inglese scozzese ebbero ed hanno la stessa vocale in fern-fir-fur.[2]
  - Vennero colpite anche vocali in forme derivate, dunque starry non rimò più con marry.
- /a/, come in cat e trap, si chiuse in [æ] quasi ovunque. In altre parole divenne /ɑː/, come in father /ˈfɑːðər/ (Trap-bath split). /ɑː/ è quindi un nuovo fonema, derivato da questo fenomeno e da parole come calm (see above).
  - Tante varietà del Nord Inghilterra, Galles e Scozia mantengono una [a] in cat, trap etc.
- ''Lot''–''cloth'' split: in alcune varietà, vi fu un allungamento di /ɔ/ prima di velari sonore (/ŋ/, /ɡ/) (solo in Inglese americano) e fricative sorde (/s/, /f/, /θ/). Dunque in America si ha long, log, loss, cloth, off tutti con /ɔː/ (ad eccezione di alcuni dialetti colpiti dalla convergenza cot-caught).
- /uː/ passò /ʊ/ in parecchie parole col nesso scritto oo: si ha book, wool, good, foot. Questo non colpì del tutto l'Inghilterra settentrio-occidentale, dove le parole in -ook possono ancora avere /uː/.

### Dopo la divisione britannico-americana, fino al XX secolo
Si va dai secoli XVIII-XX.
- Divisione tra accenti rotici e non-rotici: /ɹ/ si perse in fine di sillaba nelle varietà dell'Inghilterra, lasciando nuovi dittonghi centrali /ɛə/ (square), /ɪə/ (near), /ɔə/ (cord), /oə/ (sore), /ʊə/ (cure), ed un inusuale fonema, /ɜː/ (nurse).
  - Anche le varietà australi dell'inglese come l'inglese australiano e sudafricano.
- Convergenza father-bother: /ɒ/ di lot, bother si fuse con la /ɑ/ di father, lasciando in quasi tutti i dialetti nordamericani la sola vocale /ɑ/.
  - Eccezioni sono gli accenti della Nuova Inghilterra orientale, per esempio a Boston ed a New York.
  - La perdita dell'arrotondamento di /ɒ/ si trova anche nel Norwich, West Country e nell'inglese irlandese, apparentemente senza fusioni fonetiche.
- Trap–bath split: nell'Inghilterra del Sud /æ/ diventò imprevedibilmente /ɑː/ prima di /s, f, θ/ od /n/, /m/ preconsonantiche.
  - Così la Received Pronunciation ha pass, glass, grass, class con /ɑː/ ma mass, crass con /æ/.
  - Le sei parole invece rimano in quasi tutta l'America, in Scozia e nel Nord Inghilterra.
- Le vocali lunghe /eː oː/ del Great Vowel Shift diventarono dittonghi /eɪ oʊ/ quasi ovunque, escludendo la Scozia ed il Nord Inghilterra.
- /hw/ passò a /w/ producendo la convergenza wine-whine quasi ovunque, escludendo l'inglese scozzese, irlandese, sudamericano e della Nuova Inghilterra.
- Nell'inglese americano e canadese, ed in misura minore in quello australiano e neozelandese, /t, d/ passarono a [ɾ] quando intervocalici.
  - Generalmente tra due vocali o le consonanti sillabiche [ɹ̩, l̩, m̩], quando la sillaba successiva è assolutamente atona: butter, bottle, bottom [ˈbʌɾɹ̩ ˈbɑɾl̩ ˈbɑɾm̩].
  - /t/ prima di [n̩] sillabica diventò una pausa glottidale, dando cotton [kɑʔn̩].
- Happy-tensing (termine dal Wells 1982): [ɪ] finale diventò [i] in parole come happy. Assente comunque in alcuni dialetti.
- Convergenza line–loin: si fusero i dittonghi /aɪ/ e /ɔɪ/ in alcuni accenti di Inghilterra del Sud, Inghilterra, Newfoundland e Caraibi.
- Elisione di acca, cioè caduta della /h/ iniziale, si trova in Inghilterra ed in Galles, ma non negli accenti delle classi elevate meridionali, cioè la Received Pronunciation, così come non ha colpito il Nord Inghilterra o l'Anglia orientale.

### Dopo il 1900
Alcuni di questi fenomeni sono tuttora in corso.
- Mutazioni della vocale /æ/
  - /æ/-tensing: chiusura, allungamento o dittongamento di /æ/ in alcuni accenti americani, soprattutto prima di nasale, risultando in /eə, ɪə, æɪ/ a seconda dei casi.
  - Bad-lad split: /æ/ si è allungata in [æː] in alcune parole, soprattutto nell'inglese australiano o nell'Inghilterra meridionale.
  - /æ/ si è chiusa in /ɛ/ nell'inglese neozelandese e sudafricano.
- Convergenza lock-loch: passaggio di /x/ ad /k/ nei giovani parlanti dell'inglese scozzese, specie a Glasgow[3][4].
- Convergenza pin-pen: /ɛ/ si è chiusa in /ɪ/ prima di consonante nasale nell'inglese sudamericano, e nell'Irlanda del sud-ovest.
- Anteriorizzazione di vocali posteriori:
  - In molte varietà, /uː/ è stata anteriorizzata in /u̟/, /ʉː/, od /ɵu̯/
  - Nell'inglese britannico ed alcuni accenti americani, /oʊ/ si è anteriorizzato in /ɵʊ/, /əʊ/, od /ɛʊ/.
- La glottalizzazione della T si va diffondendo in Gran Bretagna (il fenomeno consiste nella trasformazione di /t/ in alcuni contesti ad una pausa glottidale /ʔ/).
- Varie mutazioni del suono th, ossia le fricative dentali /θ, ð/:
  - Th-fronting: passaggio alle fricative labiodentali /f, v/
  - Th-stopping: passaggio ad occlusive dentali /t̪, d̪/ od alveolari /t, d/
  - Th-debuccalization: lenizione, fino ad /h/
  - Th-alveolarization: passaggio a fricative alveolari /s, z/
- L-vocalization: /l/, in alcuni dialetti e nell'Estuary English, passa ad un'approssimante o ad una vocale, come [w], [o] od [ʊ].
- ''Yod''-dropping: perdita di /j/ in alcuni nessi consonantici.
- Mutamento vocalico delle città del Nord:chiusura con tensione di /æ/, anteriorizzazione di /ɑ/, apertura di /ɔ/, posteriorizzazione ed apertura di /ɛ/, posteriorizzazione di /ʌ/ ed apertura con posteriorizzazione di /ɪ/ nell'entroterra nordamericano.[non chiaro]
- Mutazioni nei dittonghi centrali nei dialetti non-rotici:
  - /ɪə, ɛə, ɑə, ɔə/ si monottongano in /ɪː, ɛː, ɑː, ɔː/: near, square, start, north.
  - /ʊə/ si monottonga in /ʊː/, scinde in /uː.ə/ (''pure''–''poor'' split), o si apre fondendosi con /ɔː/ (convergenza pour-poor):
  - I trittonghi /aɪə, aʊə/ si monottongano in /aː/ od /ɑː/ (convergenze tower-tire, tower-tar e tire-tar).

### Inglese moderno
All'incirca nel tardo XIV secolo, l'inglese ha cominciato un processo di grande mutazione delle vocali, nel quale le vocali chiuse e lunghe [iː] e [uː] nelle parole come price e mouth si modificarono in dittonghi, dapprima in [əɪ] e [əʊ̯] (dove ancora rimangono oggi, in certi contesti fonetici, in alcuni accenti come l'inglese canadese) e successivamente nelle loro dizioni moderne, [aɪ] e [aʊ]. Le altre vocali lunghe si fecero più chiuse: [eː] divenne [iː] (ad esempio meet), [aː] divenne [eː] (più tardi mutata nel dittongo [eɪ], come in name), [oː] divenne [uː] (ad esempio goose) e [ɔː] divenne [oː] (più tardi mutata nel dittongo [əʊ̯], come in bone).

## Fonemi

### Vocali
Sono soprattutto le vocali che si differenziano tra le varietà inglesi. La seguente tabella mostra i fonemi vocali principali dell'inglese. La vera realizzazione di questi fonemi può cambiare da varietà a varietà.
| IPA         | Descrizione                                                         | Esempio              | Significato | Note              |
| monottonghi | monottonghi                                                         | monottonghi          | monottonghi | monottonghi       |
| ----------- | ------------------------------------------------------------------- | -------------------- | ----------- | ----------------- |
| ɪ           | Vocale quasi anteriore quasi chiusa non arrotondata                 | big                  | grande      |                   |
| ɛ           | Vocale anteriore semiaperta non arrotondata                         | bed                  | letto       | [ v 1 ]           |
| æ           | Vocale anteriore quasi aperta non arrotondata                       | hat                  | cappello    | [ v 2 ]           |
| ɒ           | Vocale posteriore aperta arrotondata                                | not                  | non         | [ v 3 ]           |
| ʊ           | Vocale quasi posteriore quasi chiusa arrotondata                    | book                 | libro       |                   |
| ɐ (ʌ)       | Vocale centrale quasi aperta                                        | cup                  | tazza       | [ v 4 ]           |
| ə           | Scevà                                                               | water                | acqua       |                   |
| ɑː          | Vocale posteriore aperta non arrotondata                            | can't                | non potere  |                   |
| ɔː          | Vocale posteriore semiaperta arrotondata                            | talk                 | parlare     | [ v 5 ]           |
| ɛː(ɹ)       | Vocale anteriore semiaperta non arrotondata                         | air                  | aria        | [ v 6 ]           |
| ʊː(ɹ)       | Vocale quasi posteriore quasi chiusa arrotondata                    | cure                 | cura        | [ v 7 ]           |
| ɜː          | Vocale centrale semiaperta non arrotondata                          | work                 | lavorare    | [ v 8 ]           |
| dittonghi   |                                                                     |                      |             |                   |
| ɪj          | Vocale anteriore chiusa non arrotondata + approssimante palatale    | bead                 | perlina     |                   |
| i           | Forma breve della ɪj                                                | happy                | felice      | [ v 9 ]           |
| ʊw          | Vocale posteriore chiusa arrotondata + approssimante labiovelare    | moon                 | luna        | [ v 10 ]          |
| u           | Forma breve di ʊw                                                   | february /ˈfɛbɹuəɹi/ | febbraio    | [ v 11 ]          |
| ej          | Vocale anteriore semichiusa non arrotondata +approssimante palatale | way                  | strada      | [ v 12 ]          |
| əw          | Scevà +approssimante labiovelare                                    | no                   | no          | [ v 13 ] [ v 12 ] |
| ɔj          | Vocale posteriore semiaperta arrotondata +approssimante palatale    | boy                  | ragazzo     |                   |
| aj          | Vocale anteriore aperta non arrotondata +approssimante palatale     | hi                   | ciao        | [ v 14 ]          |
| aw          | Vocale anteriore aperta non arrotondata +approssimante labiovelare  | mouth                | bocca       | [ v 15 ]          |

Note
1. ↑  Nell'accento RP, questo fono si avvicina a [e].
2. ↑  Per i parlanti giovani dell'accento RP, questo fono è più vicino ad [a].
3. ↑  In molte varietà americane questo fono non è presente; in tali varietà è realizzato come /ɑː/ o /ɔː/.
4. ↑  Il simbolo della vocale posteriore, [ʌ], è usato per trascrivere questo fono. In realtà, la realizzazione di questo fonema è vicino a [ɐ] nell'accento RP. In Inghilterra settentrionale, questa vocale non è presente e la vocale ʊ la sostituisce.
5. ↑  Questo fono non è presente in alcune varietà nordamericane dove la realizzazione è [ɑ]. Questo fenomeno viene detto cot-caught.
6. ↑  In alcuni accenti non-rotici, viene omessa lo scevà /ə/, rendendo il fono in [ɛː].
7. ↑  In molti accenti, questo fono si realizza come [ɔː(r)] invece di [ʊə(r)].
8. ↑  Nelle varietà nordamericane questo fono è una vocale rotica, [ɝ], la versione britannica è la vocale centrale allungata non rotica [ɜː].
9. ↑  La marcata differenza tra i suoni  /iː/ (come in these) e /ɪ/ (come in this) si perde in sillabe non accentate o alla fine di una parola. Di recente si tende a preferire un suono simile a /iː/ ma più breve.
10. ↑  La lettera <U> segnala o /uː/ o la vocale isolata /juː/. In inglese britannico se la vocale /juː/ viene dopo /t/, /d/, /s/ o /z/, causa spesso la palatizzazione della consonante precedente, rendendole in [t͡ʃ], [d͡ʒ], [ʃ] e [ʒ] rispettivamente, come in tune, during, sugar, e azure. In inglese americano, la palatizzazione non succede normalmente a meno che la vocale /juː/ non preceda r, che porta /(t, d, s, z)juːr/ a [t͡ʃər], [d͡ʒər], [ʃər] e [ʒər] rispettivamente, come in nature, verdure, sure, e treasure.
11. ↑  In sillabe non accentate o alla fine di una parola la differenza marcata tra /uː/ e /ʊ/ si perde.
12. 1 2  I dittonghi /eɪ/ e /əʊ̯/ possono essere i monottonghi [eː] e [oː] in alcune varietà.
13. ↑  Nelle varietà nordamericane e in alcune britanniche questo fono è realizzato come [oʊ]. Nella sua forma atona, questo fono può diventare [ɵ] ([ɵʊ] davanti a un'altra vocale) o [ə], dipendendo dall'accento.
14. ↑  In alcune varietà nordamericane (specialmente l'inglese canadese) /aɪ/ si realizza [ʌɪ] davanti a consonanti sorde, in modo che writer e rider, [ˈɹʌɪɾɚ, ˈɹaɪɾɚ], si distinguano dalle vocali e non dalle consonanti.
15. ↑  In Canada, questo fono si realizza come [ʌʊ] davanti a consonanti sorde.

#### Dittonghi
Tutti i dittonghi inglesi sono discendenti, a parte /jʊw/, che si può analizzare come [i̯ɵu̯].
|           | RP (Britannico) | Australiano | Nordamericano | Nordamericano |
| Americano | RP (Britannico) | Australiano | Canadese      |               |
| --------- | --------------- | ----------- | ------------- | ------------- |
| low       | [əʊ̯]            | [əʉ̯]        | [oʊ̯]          | [oʊ̯]          |
| loud      | [aʊ̯]            | [æɔ̯]        | [aʊ̯]          | [aʊ̯]          |
| lout      | [aʊ̯]            | [æɔ̯]        | [aʊ̯]          | [əʊ̯]1         |
| lied      | [ɑɪ̯]            | [ɑe̯]        | [aɪ̯]          | [aɪ̯]          |
| light     | [ɑɪ̯]            | [ɑe̯]        | [əɪ̯]1         | [əɪ̯]1         |
| lane      | [ɛɪ̯]            | [æɪ̯]        | [eɪ̯]          | [eɪ̯]          |
| loin      | [oɪ̯]            | [oɪ̯]        | [ɔɪ̯]          | [ɔɪ̯]          |
| loon      | [ɵu̯]            | [ʉʊ̯]        | [ʊu̯]4         | [ʊu̯]4         |
| lean      | [ɪi̯]            | [ɪi̯]4       | [ɪi̯]4         | [ɪi̯]4         |
| leer      | [ɪə̯], [ɪː]      | [ɪə̯], [ɪː]  | [ɪɚ̯]3         | [ɪɚ̯]3         |
| lair      | [ɛə]2           | [eː]2       | [ɛɚ]3         | [ɛɚ]3         |
| lure      | [ɵː]2           | [ʊə̯]        | [ʊɚ̯]3         | [ʊɚ̯]3         |

Note
1. In inglese canadese esistono allofoni di /aʊ/ e /aɪ/. Questo fenomeno (chiamato Canadian raising) esiste (specialmente per /aɪ/) in molte varietà dell'inglese americano, notevolmente nel Nordest, così come in alcune varietà dell'Inghilterra orientale. In alcune zone, specialmente nel nordest degli Stati Uniti, /aɪ/) diventa [ʌɪ].
2. Nella Received Pronunciation, le vocali di lair e lure possono diventare i monottonghi [ɛː] e [oː] rispettivamente.[5] Lo stesso vale anche per l'inglese australiano, specialmente per nel primo caso.
3. Negli accenti rotici, le vocali di parole come pair, poor e peer si possono analizzare come dittonghi, anche se alcune descrizione le considerano vocali con la /r/ in posizione coda sillabica.[6]
4. I monottonghi /iː/ e /uː/ hanno realizzazioni in dittonghi in molte varietà. In alcuni casi, delle trascrizioni più adatte sono [uu̯] e [ii̯], dove si capisce che la vocale atona è più chiusa della vocale tonica. Altre trascrizioni possibili sono /uw/ e /ij/.

### Consonanti
|               | bilabiale | labio- dentale | dentale | alveolare | post- alveolare | palatale | velare | labio- velare | glottale |
| ------------- | --------- | -------------- | ------- | --------- | --------------- | -------- | ------ | ------------- | -------- |
| nasale        | m         |                |         | n         |                 |          | ŋ      |               |          |
| occlusiva     | p b       |                |         | t d       |                 |          | k ɡ    |               |          |
| affricata     |           |                |         |           | tʃ dʒ           |          |        |               |          |
| fricativa     |           | f v            | θ ð     | s z       | ʃ ʒ             | (ç)      | (x)    |               | h        |
| monovibrante  |           |                |         |           | (ɾ)             |          |        |               |          |
| approssimante |           |                |         | ɹ         |                 | j        |        | (ʍ) w         |          |
| laterale      |           |                |         | l (ɫ)     |                 |          |        |               |          |

Note
1. ↑  La nasale velare [ŋ] è allofono di /n/ in alcuni accenti britannici settentrionali, presente solo quando precede /k/ e /ɡ/. In tutti gli altri accenti è un fonema distinto, anche se è presente solo nella coda sillabica.
2. 1 2 3  I suoni /ʃ/, /ʒ/, e /ɹ/ sono labializzati in alcuni accenti. La labializzazione non è fonemica in posizione iniziale, quindi è spesso tralasciata nelle trascrizioni. La maggior parte dei parlanti dell'accento General American realizzano la <r> (sempre rotica) come un'approssimante retroflessa /ɻ/, laddove lo stesso fonema è realizzato in inglese scozzese come la vibrante alveolare /r/.
3. ↑  In alcuni accenti, come Cockney, le consonanti interdentali /θ/ e /ð/ si convergono spesso in /f/ e /v/, e in altri, come l'African American Vernacular English, /ð/ ha converso nella /d̪/ dentale. In alcune varietà irlandesi, /θ/ e /ð/ diventano occlusive dentali, che contrastano con le usuali occlusive alveolari.
4. ↑  La fricativa palatale sorda /ç/ è presente in molti accenti come allofono di /h/ davanti a /j/; per esempio, human /ˈçjuːmən/. Comunque, in alcuni accenti la /j/ viene omessa mentre la consonante iniziale resta uguale.
5. ↑  La fricativa velare sorda /x/ è presente in inglese scozzese e in inglese gallese, ed è presente per esempio in parole di origini gaeliche come loch /lɒx/.  Per alcuni parlanti è presente in parole prestate dal tedesco o dall'ebreo come Bach /bax/ o Chanukah /xanuka/. /x/ è presente anche in inglese sudafricano. In alcuni dialetti come Scouse (Liverpool) vengono usate [x] o l'affricata [kx] come allofoni di /k/ in parole come docker [dɒkxə]. La maggior parte dei madrelingua inglesi hanno difficoltà a pronunciare questo fono quando imparano un'altra lingua. Dunque, viene spesso sostituito da [k] o [h].
6. ↑  La monovibrante alveolare [ɾ] è allofono di /t/ e /d/ in sillabe atone negli accenti nordamericani e australiani. Questo fono è presente per esempio come la tt o la dd nelle parole latter e ladder, che sono omofoni per tali parlanti. In alcuni accenti come l'inglese scozzese e l'inglese indiano, sostituisce il fonema /ɹ/.
7. ↑  La [w] sorda, [ʍ], è presente in inglese scozzese ed inglese irlandese. Nella maggior parte delle altre varietà [w] e [ʍ] convergono in /w/, mentre in alcuni dialetti di Scots converge in /f/.
8. ↑  La "L velarizzata", a volte chiamata dark L (L scura), [ɫ], è allofono del fonema [l]. In molti accenti, è presente come allofono di [l] in posizione coda della sillaba.

## Alcuni processi fonologici della lingua inglese
In molte parole inglesi l'accento viene spostato a seconda che la parola venga usata come un nome o un verbo. Ad esempio a rebel ("un ribelle", nome) ha tipicamente l'accento sulla prima sillaba, mentre to rebel ("ribellarsi", verbo) nella seconda. Il numero di parole che utilizzano questo schema, anziché accentare solo la seconda sillaba in tutte le circostanze è raddoppiato all'incirca ogni secolo successivo, includendo recentemente le parole object, convict e addict.
Anche se le variazioni regionali sono molto significative tra i vari dialetti inglesi, alcune generalizzazioni possono essere fatte riguardo alla loro pronuncia:
- Le consonanti occlusive sorde /p t k/ sono aspirate all'inizio della parola (ad esempio tomato), e all'inizio delle sillabe accentate interne alla parola (e.g. potato).
- Viene fatta una distinzione tra vocali tese o rilassate in coppie quali beet/bit e bait/bet, anche se la attuazione fonetica di questa distinzione varia da accento ad accento.
- Laddove [ɹ] originariamente seguiva una vocale tesa o dittongo (nel primo inglese moderno) viene inserita una gradazione in scevà, ottenendo così dittonghi "centranti" come [iə] in beer ([biər]), [uə] in poor ([pʊər]), [aɪə] in fire ([faɪər]), [aʊə] in sour ([saʊər]), ecc. L'evoluzione seguente si differenzia a seconda che l'idioma inglese in questione sia "rotico" (rhotic) o no. In idiomi non "rotici" come Received Pronunciation, la [ɹ] postvocalica venne tralasciata, ottenendo [biə, puə, faɪə, saʊə] e simili. In accenti "rotici" come il "General American", la sequenza [e] è diversa da quella di [ə]. la sequenza [ər] venne fusa in un [ɚ] non sillabico, ottenendo [biɚ, puɚ, faɪɚ, saʊɚ] e simili.

Ne consegue che parole originalmente monosillabiche come quelle appena menzionate vennero a rimare con parole originariamente di due sillabe come doer, higher, power.
- In molti (ma non tutti) gli idiomi inglesi, una simile biforcazione accade nelle vocali tese prima di [ɫ], ottenendo pronunce come [piəɫ] per peel, [puəɫ] per pool, [peəɫ] per pail, and [poəɫ] per pole.